# Glomus versiforme
Glomus versiforme är en svampart som tillhör divisionen oksvampar, och som först beskrevs av Petter Adolf Karsten, och fick sitt nu gällande namn av Shannon M. Berch. Glomus versiforme ingår i släktet Glomus, och familjen Glomaceae. Arten är reproducerande i Sverige.